# Sthenognatha stenognatha
Sthenognatha stenognatha là một loài bướm đêm thuộc phân họ Arctiinae, họ Erebidae.